# Lewisville (Idaho)
Lewisville es una ciudad ubicada en el condado de Jefferson en el estado estadounidense de Idaho. En el Censo de 2010 tenía una población de 458 habitantes y una densidad poblacional de 282,94 personas por km².

## Geografía
Lewisville se encuentra ubicada en las coordenadas 43°41′43″N 112°0′49″O / 43.69528, -112.01361. Según la Oficina del Censo de los Estados Unidos, Lewisville tiene una superficie total de 1.62 km², de la cual 1.62 km² corresponden a tierra firme y (0%) 0 km² es agua.

## Demografía
Según el censo de 2010, había 458 personas residiendo en Lewisville. La densidad de población era de 282,94 hab./km². De los 458 habitantes, Lewisville estaba compuesto por el 89.74% blancos, el 0% eran afroamericanos, el 0.87% eran amerindios, el 0.44% eran asiáticos, el 0% eran isleños del Pacífico, el 7.21% eran de otras razas y el 1.75% pertenecían a dos o más razas. Del total de la población el 11.35% eran hispanos o latinos de cualquier raza.